# M/S Expedition

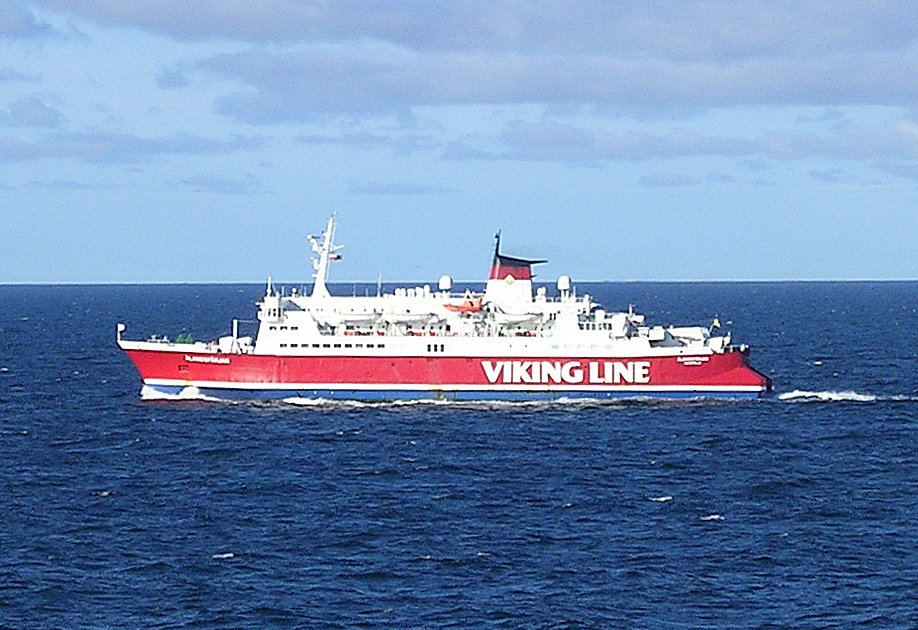
"M/S Ålandsfärjan" på Ålands hav 2006.

M/S Expedition är ett kryssningsfartyg ägt av G.A.P Shipping Co Ltd.

## Historik
Fartyget byggdes som bilfärja. Hennes ursprungliga namn var M/S Kattegat och färdigställdes under tidigt 1970-tal i Danmark. Hon ingick under många år i Viking Lines' flotta som M/s Ålandsfärjan, där hon primärt trafikerade Mariehamn-Kapellskär med en överfartstid på ca 2,5 timmar.
För trafik i Viking Line fick hon ta högst 963 personer ombord samtidigt Ombord fanns pub, buffétrestaurang, taxfreebutiker, lekrum och sittsalong. Fartyget hade cirka klockan 15 den 23 oktober 2007 en grundstötning vid Marbådan utanför Mariehamn. Ålandsfärjan tog sig loss från grundet för egen maskin och ankom till Mariehamn ca 15 minuter försenad. Sedan dockades Ålandsfärjan.
M/S Ålandsfärjan ersattes av M/S Rosella den 30 maj 2008. Den 27 maj 2008 meddelade Viking Line att M/S Ålandsfärjan sålts till G.A.P Shipping Co Ltd, Barbados, för 2,6 MEUR. Överlåtelse till nya ägaren skedde i mitten på juni 2008. Efter ombyggnaden till kryssningsfartyg byggdes hytter på dåvarande bildäck, och fartyget anpassat för endast 137 passagerare. Fartyget går på expeditionskryssningar runtom i världen, primärt till Arktiska och Antarktiska destinationer.

## Tekniska data
- Längd 104 meter
- Bredd 18 meter
- Vikt 6000 ton
- Djupgång 5 meter
- Huvudmaskiner: två B&W dieslar på sammanlagt 8096 kW.